# Europees kampioenschap voetbal mannen onder 17 - 2004 (kwalificatie)
Het kwalificatietoernooi voor het Europees kampioenschap voetbal onder 17 voor mannen was een toernooi dat duurde van 17 september 2003 en 31 maart 2004. Dit toernooi zou bepalen welke 7 landen zich kwalificeerden voor het Europees kampioenschap voetbal onder 17 van 2004.
Alle landen van de UEFA mochten meedoen aan dit toernooi. Het toernooi werd verdeeld over twee rondes. De eerste ronde werd de kwalificatieronde genoemd. Spanje, Polen en Engeland hoefden hier niet aan mee te doen. De tweede ronde heet de eliteronde. Frankrijk nam geen deel aan dit kwalificatietoernooi, dat land was het gastland en daardoor automatisch gekwalificeerd.

## Gekwalificeerde landen
| Land          | Gekwalificeerd als          | Beste prestatie   |
| ------------- | --------------------------- | ----------------- |
| Frankrijk     | Gastland                    | Tweede (2002)     |
| Spanje        | Eliteronde: Winnaar groep 1 | Tweede (2003)     |
| Engeland      | Eliteronde: Winnaar groep 2 | Derde (2002)      |
| Turkije       | Eliteronde: Winnaar groep 3 | Debuut            |
| Portugal      | Eliteronde: Winnaar groep 4 | Kampioen (2003)   |
| Oekraïne      | Eliteronde: Winnaar groep 5 | Groepsfase (2002) |
| Oostenrijk    | Eliteronde: Winnaar groep 6 | Debuut            |
| Noord-Ierland | Eliteronde: Winnaar groep 7 | Debuut            |

## Kwalificatieronde

### Groep 1
De wedstrijden werden gespeeld tussen 16 en 20 oktober 2003 in Slovenië.
| Pos | Team      | Wed | W | G | V | Ptn | DV | DT | +/− | Kwalificatie                  |   | POR | DUI | SLO | SWE |
| --- | --------- | --- | - | - | - | --- | -- | -- | --- | ----------------------------- | - | --- | --- | --- | --- |
| 1   | Portugal  | 3   | 2 | 1 | 0 | 7   | 6  | 1  | +5  | Geplaatst voor de eliteronde. |   | —   | 2–0 | 1–1 | 3–0 |
| 2   | Duitsland | 3   | 2 | 0 | 1 | 6   | 4  | 2  | +2  | Geplaatst voor de eliteronde. |   | —   | —   | 3–0 | 1–0 |
| 3   | Slovenië  | 3   | 0 | 2 | 1 | 2   | 2  | 5  | −3  |                               |   | —   | —   | —   | 1–1 |
| 4   | Zweden    | 3   | 0 | 1 | 2 | 1   | 1  | 5  | −4  |                               | — | —   | —   | —   |     |

### Groep 2
De wedstrijden werden gespeeld tussen 16 en 20 september 2003 in Finland.
| Pos | Team          | Wed | W | G | V | Ptn | DV | DT | +/− | Kwalificatie                  |   | FIN | NIR | CRO | MLT |
| --- | ------------- | --- | - | - | - | --- | -- | -- | --- | ----------------------------- | - | --- | --- | --- | --- |
| 1   | Finland       | 3   | 3 | 0 | 0 | 9   | 9  | 2  | +7  | Geplaatst voor de eliteronde. |   | —   | 4–2 | 2–0 | 3–0 |
| 2   | Noord-Ierland | 3   | 1 | 1 | 1 | 4   | 6  | 7  | −1  | Geplaatst voor de eliteronde. |   | —   | —   | 2–2 | 2–1 |
| 3   | Kroatië       | 3   | 1 | 1 | 1 | 4   | 3  | 4  | −1  |                               |   | —   | —   | —   | 1–0 |
| 4   | Malta         | 3   | 0 | 0 | 3 | 0   | 1  | 6  | −5  |                               | — | —   | —   | —   |     |

### Groep 3
De wedstrijden werden gespeeld tussen 2 en 6 oktober 2003 in Hongarije.
| Pos | Team       | Wed | W | G | V | Ptn | DV | DT | +/− | Kwalificatie                  |  | SCO | NOR | HUN | SMR |
| --- | ---------- | --- | - | - | - | --- | -- | -- | --- | ----------------------------- |  | --- | --- | --- | --- |
| 1   | Schotland  | 3   | 3 | 0 | 0 | 9   | 12 | 0  | +12 | Geplaatst voor de eliteronde. |  | —   | 2–0 | 1–0 | 9–0 |
| 2   | Noorwegen  | 3   | 1 | 1 | 1 | 4   | 10 | 4  | +6  | Geplaatst voor de eliteronde. |  | —   | —   | 2–2 | 8–0 |
| 3   | Hongarije  | 3   | 1 | 1 | 1 | 4   | 6  | 3  | +3  | Geplaatst voor de eliteronde. |  | —   | —   | —   | 4–0 |
| 4   | San Marino | 3   | 0 | 0 | 3 | 0   | 0  | 21 | −21 |                               |  | —   | —   | —   | —   |

### Groep 4
De wedstrijden werden gespeeld tussen 21 en 25 september 2003 in Luxemburg.
| Pos | Team            | Wed | W | G | V | Ptn | DV | DT | +/− | Kwalificatie                  |   | ITA | ISR | LUX | MKD |
| --- | --------------- | --- | - | - | - | --- | -- | -- | --- | ----------------------------- | - | --- | --- | --- | --- |
| 1   | Italië          | 3   | 2 | 1 | 0 | 7   | 9  | 2  | +7  | Geplaatst voor de eliteronde. |   | —   | 2–0 | 5–0 | 2–2 |
| 2   | Israël          | 3   | 2 | 0 | 1 | 6   | 10 | 2  | +8  | Geplaatst voor de eliteronde. |   | —   | —   | 3–0 | 7–0 |
| 3   | Luxemburg       | 3   | 1 | 0 | 2 | 3   | 2  | 9  | −7  |                               |   | —   | —   | —   | 2–1 |
| 4   | Noord-Macedonië | 3   | 0 | 1 | 2 | 1   | 3  | 11 | −8  |                               | — | —   | —   | —   |     |

### Groep 5
De wedstrijden werden gespeeld tussen 24 en 28 oktober 2003 in Roemenië.
| Pos | Team       | Wed | W | G | V | Ptn | DV | DT | +/− | Kwalificatie                  |   | DEN | ROU | AND | CYP |
| --- | ---------- | --- | - | - | - | --- | -- | -- | --- | ----------------------------- | - | --- | --- | --- | --- |
| 1   | Denemarken | 3   | 3 | 0 | 0 | 9   | 11 | 2  | +9  | Geplaatst voor de eliteronde. |   | —   | 1–0 | 4–0 | 6–2 |
| 2   | Roemenië   | 3   | 2 | 0 | 1 | 6   | 6  | 1  | +5  | Geplaatst voor de eliteronde. |   | —   | —   | 2–0 | 4–0 |
| 3   | Andorra    | 3   | 0 | 1 | 2 | 1   | 0  | 6  | −6  |                               |   | —   | —   | —   | 0–0 |
| 4   | Cyprus     | 3   | 0 | 1 | 2 | 1   | 2  | 10 | −8  |                               | — | —   | —   | —   |     |

### Groep 6
De wedstrijden werden gespeeld tussen 18 en 22 oktober 2003 in België.
| Pos | Team                  | Wed | W | G | V | Ptn | DV | DT | +/− | Kwalificatie                  |   | BEL | CZE | BIH | LIE |
| --- | --------------------- | --- | - | - | - | --- | -- | -- | --- | ----------------------------- | - | --- | --- | --- | --- |
| 1   | België                | 3   | 3 | 0 | 0 | 9   | 13 | 2  | +11 | Geplaatst voor de eliteronde. |   | —   | 2–1 | 3–1 | 8–0 |
| 2   | Tsjechië              | 3   | 2 | 0 | 1 | 6   | 11 | 4  | +7  | Geplaatst voor de eliteronde. |   | —   | —   | 5–1 | 5–1 |
| 3   | Bosnië en Herzegovina | 3   | 1 | 0 | 2 | 3   | 6  | 8  | −2  |                               |   | —   | —   | —   | 4–0 |
| 4   | Liechtenstein         | 3   | 0 | 0 | 3 | 0   | 1  | 17 | −16 |                               | — | —   | —   | —   |     |

### Groep 7
De wedstrijden werden gespeeld tussen 20 en 24 oktober 2003 in Bulgarije.
| Pos | Team                 | Wed | W | G | V | Ptn | DV | DT | +/− | Kwalificatie                  |   | ARM | SCG | NED | BUL |
| --- | -------------------- | --- | - | - | - | --- | -- | -- | --- | ----------------------------- | - | --- | --- | --- | --- |
| 1   | Armenië              | 3   | 2 | 0 | 1 | 6   | 7  | 3  | +4  | Geplaatst voor de eliteronde. |   | —   | 1–2 | 2–0 | 4–1 |
| 2   | Servië en Montenegro | 3   | 1 | 2 | 0 | 5   | 5  | 4  | +1  | Geplaatst voor de eliteronde. |   | —   | —   | 1–1 | 2–2 |
| 3   | Nederland            | 3   | 1 | 1 | 1 | 4   | 3  | 3  | 0   |                               |   | —   | —   | —   | 2–0 |
| 4   | Bulgarije            | 3   | 0 | 1 | 2 | 1   | 3  | 8  | −5  |                               | — | —   | —   | —   |     |

### Groep 8
De wedstrijden werden gespeeld tussen 7 en 11 oktober 2003 in Slowakije.
| Pos | Team        | Wed | W | G | V | Ptn | DV | DT | +/− | Kwalificatie                  |   | GRE | SVK | LAT | FAR |
| --- | ----------- | --- | - | - | - | --- | -- | -- | --- | ----------------------------- | - | --- | --- | --- | --- |
| 1   | Griekenland | 3   | 2 | 1 | 0 | 7   | 5  | 1  | +4  | Geplaatst voor de eliteronde. |   | —   | 1–0 | 1–1 | 3–0 |
| 2   | Slowakije   | 3   | 2 | 0 | 1 | 6   | 11 | 2  | +9  | Geplaatst voor de eliteronde. |   | —   | —   | 4–1 | 7–0 |
| 3   | Letland     | 3   | 1 | 1 | 1 | 4   | 9  | 6  | +3  |                               |   | —   | —   | —   | 7–1 |
| 4   | Faeröer     | 3   | 0 | 0 | 3 | 0   | 1  | 17 | −16 |                               | — | —   | —   | —   |     |

### Groep 9
De wedstrijden werden gespeeld tussen 21 en 25 oktober 2003 in Zwitserland.
| Pos | Team        | Wed | W | G | V | Ptn | DV | DT | +/− | Kwalificatie                  |   | AUT | BLR | SUI | IRL |
| --- | ----------- | --- | - | - | - | --- | -- | -- | --- | ----------------------------- | - | --- | --- | --- | --- |
| 1   | Oostenrijk  | 3   | 2 | 1 | 0 | 7   | 5  | 3  | +2  | Geplaatst voor de eliteronde. |   | —   | 1–1 | 2–1 | 2–1 |
| 2   | Wit-Rusland | 3   | 1 | 1 | 1 | 4   | 2  | 2  | 0   | Geplaatst voor de eliteronde. |   | —   | —   | 1–0 | 0–1 |
| 3   | Zwitserland | 3   | 1 | 0 | 2 | 3   | 3  | 3  | 0   |                               |   | —   | —   | —   | 2–0 |
| 4   | Ierland     | 3   | 1 | 0 | 2 | 3   | 2  | 4  | −2  |                               | — | —   | —   | —   |     |

### Groep 10
De wedstrijden werden gespeeld tussen 24 en 28 september 2003 in Litouwen.
| Pos | Team     | Wed | W | G | V | Ptn | DV | DT | +/− | Kwalificatie                  |   | RUS | ISL | LTU | ALB |
| --- | -------- | --- | - | - | - | --- | -- | -- | --- | ----------------------------- | - | --- | --- | --- | --- |
| 1   | Rusland  | 3   | 2 | 1 | 0 | 7   | 9  | 0  | +9  | Geplaatst voor de eliteronde. |   | —   | 0–0 | 5–0 | 4–0 |
| 2   | IJsland  | 3   | 2 | 1 | 0 | 7   | 8  | 2  | +6  | Geplaatst voor de eliteronde. |   | —   | —   | 5–1 | 3–1 |
| 3   | Litouwen | 3   | 1 | 0 | 2 | 3   | 4  | 12 | −8  |                               |   | —   | —   | —   | 3–2 |
| 4   | Albanië  | 3   | 0 | 0 | 3 | 0   | 3  | 10 | −7  |                               | — | —   | —   | —   |     |

### Groep 11
De wedstrijden werden gespeeld tussen 4 en 8 november 2003 in Turkije.
| Pos | Team         | Wed | W | G | V | Ptn | DV | DT | +/− | Kwalificatie                  |   | TUR | WAL | AZE | GEO |
| --- | ------------ | --- | - | - | - | --- | -- | -- | --- | ----------------------------- | - | --- | --- | --- | --- |
| 1   | Turkije      | 3   | 2 | 1 | 0 | 7   | 7  | 1  | +6  | Geplaatst voor de eliteronde. |   | —   | 1–1 | 1–0 | 5–0 |
| 2   | Wales        | 3   | 2 | 1 | 0 | 7   | 7  | 1  | +6  | Geplaatst voor de eliteronde. |   | —   | —   | 4–0 | 2–0 |
| 3   | Azerbeidzjan | 3   | 1 | 0 | 2 | 3   | 2  | 6  | −4  |                               |   | —   | —   | —   | 2–1 |
| 4   | Georgië      | 3   | 0 | 0 | 3 | 0   | 1  | 9  | −8  |                               | — | —   | —   | —   |     |

### Groep 12
De wedstrijden werden gespeeld tussen 17 en 21 september 2003 in Estland.
| Pos | Team       | Wed | W | G | V | Ptn | DV | DT | +/− | Kwalificatie                  |   | UKR | MDA | KAZ | EST |
| --- | ---------- | --- | - | - | - | --- | -- | -- | --- | ----------------------------- | - | --- | --- | --- | --- |
| 1   | Oekraïne   | 3   | 3 | 0 | 0 | 9   | 11 | 2  | +9  | Geplaatst voor de eliteronde. |   | —   | 3–1 | 6–1 | 2–0 |
| 2   | Moldavië   | 3   | 2 | 0 | 1 | 6   | 7  | 6  | +1  | Geplaatst voor de eliteronde. |   | —   | —   | 4–3 | 2–0 |
| 3   | Kazachstan | 3   | 1 | 0 | 2 | 3   | 6  | 11 | −5  |                               |   | —   | —   | —   | 2–1 |
| 4   | Estland    | 3   | 0 | 0 | 3 | 0   | 1  | 6  | −5  |                               | — | —   | —   | —   |     |

## Eliteronde

### Groep 1
De wedstrijden werden gespeeld tussen 27 en 31 maart 2004 in Spanje.
| Pos | Team      | Wed | W | G | V | Ptn | DV | DT | +/− | Kwalificatie                  |   | ESP | RUS | CZE | HUN |
| --- | --------- | --- | - | - | - | --- | -- | -- | --- | ----------------------------- | - | --- | --- | --- | --- |
| 1   | Spanje    | 3   | 2 | 1 | 0 | 7   | 11 | 2  | +9  | Geplaatst voor de eliteronde. |   | —   | 1–1 | 4–0 | 6–1 |
| 2   | Rusland   | 3   | 2 | 1 | 0 | 7   | 5  | 2  | +3  |                               |   | —   | —   | 1–0 | 3–1 |
| 3   | Tsjechië  | 3   | 1 | 0 | 2 | 3   | 2  | 5  | −3  |                               | — | —   | —   | 2–0 |     |
| 4   | Hongarije | 3   | 0 | 0 | 3 | 0   | 2  | 11 | −9  |                               | — | —   | —   | —   |     |

### Groep 2
De wedstrijden werden gespeeld tussen 24 en 28 maart in Engeland.
| Pos | Team      | Wed | W | G | V | Ptn | DV | DT | +/− | Kwalificatie                  |   | ENG | ISL | ARM | NOR |
| --- | --------- | --- | - | - | - | --- | -- | -- | --- | ----------------------------- | - | --- | --- | --- | --- |
| 1   | Engeland  | 3   | 3 | 0 | 0 | 9   | 5  | 1  | +4  | Geplaatst voor de eliteronde. |   | —   | 1–0 | 2–0 | 2–1 |
| 2   | IJsland   | 3   | 2 | 0 | 1 | 6   | 4  | 3  | +1  |                               |   | —   | —   | 2–1 | 2–1 |
| 3   | Armenië   | 3   | 1 | 0 | 2 | 3   | 5  | 5  | 0   |                               | — | —   | —   | 4–1 |     |
| 4   | Noorwegen | 3   | 0 | 0 | 3 | 0   | 3  | 8  | −5  |                               | — | —   | —   | —   |     |

### Groep 3
De wedstrijden werden gespeeld tussen 23 en 27 maart in Polen.
| Pos | Team                 | Wed | W | G | V | Ptn | DV | DT | +/− | Kwalificatie                  |   | TUR | ITA | SCG | POL |
| --- | -------------------- | --- | - | - | - | --- | -- | -- | --- | ----------------------------- | - | --- | --- | --- | --- |
| 1   | Turkije              | 3   | 3 | 0 | 0 | 9   | 8  | 2  | +6  | Geplaatst voor de eliteronde. |   | —   | 3–1 | 3–0 | 2–1 |
| 2   | Italië               | 3   | 1 | 1 | 1 | 4   | 5  | 4  | +1  |                               |   | —   | —   | 1–1 | 3–0 |
| 3   | Servië en Montenegro | 3   | 1 | 1 | 1 | 4   | 5  | 7  | −2  |                               | — | —   | —   | 4–3 |     |
| 4   | Polen                | 3   | 0 | 0 | 3 | 0   | 4  | 9  | −5  |                               | — | —   | —   | —   |     |

### Groep 4
De wedstrijden werden gespeeld tussen 8 en 12 maart in Portugal.
| Pos | Team        | Wed | W | G | V | Ptn | DV | DT | +/− | Kwalificatie                  |   | POR | WAL | GRE | ISR |
| --- | ----------- | --- | - | - | - | --- | -- | -- | --- | ----------------------------- | - | --- | --- | --- | --- |
| 1   | Portugal    | 3   | 2 | 0 | 1 | 6   | 5  | 1  | +4  | Geplaatst voor de eliteronde. |   | —   | 0–1 | 2–0 | 3–0 |
| 2   | Wales       | 3   | 2 | 0 | 1 | 6   | 3  | 2  | +1  |                               |   | —   | —   | 1–2 | 1–0 |
| 3   | Griekenland | 3   | 2 | 0 | 1 | 6   | 4  | 4  | 0   |                               | — | —   | —   | 2–1 |     |
| 4   | Israël      | 3   | 0 | 0 | 3 | 0   | 1  | 6  | −5  |                               | — | —   | —   | —   |     |

### Groep 5
De wedstrijden werden gespeeld tussen 25 en 29 maart in Duitsland.
| Pos | Team       | Wed | W | G | V | Ptn | DV | DT | +/− | Kwalificatie                  |   | UKR | GER | DEN | SVK |
| --- | ---------- | --- | - | - | - | --- | -- | -- | --- | ----------------------------- | - | --- | --- | --- | --- |
| 1   | Oekraïne   | 3   | 2 | 0 | 1 | 6   | 6  | 3  | +3  | Geplaatst voor de eliteronde. |   | —   | 2–0 | 2–0 | 2–3 |
| 2   | Duitsland  | 3   | 2 | 0 | 1 | 6   | 5  | 3  | +2  | Geplaatst voor de eliteronde. |   | —   | —   | 3–0 | 2–1 |
| 3   | Denemarken | 3   | 1 | 0 | 2 | 3   | 5  | 5  | 0   |                               |   | —   | —   | —   | 5–0 |
| 4   | Slowakije  | 3   | 1 | 0 | 2 | 3   | 4  | 9  | −5  |                               | — | —   | —   | —   |     |

### Groep 6
De wedstrijden werden gespeeld tussen 22 en 26 maart in Roemenië.
| Pos | Team       | Wed | W | G | V | Ptn | DV | DT | +/− | Kwalificatie                  |   | AUT | FIN | MDA | ROU |
| --- | ---------- | --- | - | - | - | --- | -- | -- | --- | ----------------------------- | - | --- | --- | --- | --- |
| 1   | Oostenrijk | 3   | 2 | 1 | 0 | 7   | 5  | 2  | +3  | Geplaatst voor de eliteronde. |   | —   | 3–2 | 0–0 | 2–0 |
| 2   | Finland    | 3   | 2 | 0 | 1 | 6   | 6  | 4  | +2  | Geplaatst voor de eliteronde. |   | —   | —   | 2–0 | 2–1 |
| 3   | Moldavië   | 3   | 0 | 2 | 1 | 2   | 2  | 4  | −2  |                               |   | —   | —   | —   | 2–2 |
| 4   | Roemenië   | 3   | 0 | 1 | 2 | 1   | 3  | 6  | −3  |                               | — | —   | —   | —   |     |

### Groep 7
De wedstrijden werden gespeeld tussen 27 en 31 maart in België.
| Pos | Team          | Wed | W | G | V | Ptn | DV | DT | +/− | Kwalificatie                      |   | NIR | BEL | SCO | BLR |
| --- | ------------- | --- | - | - | - | --- | -- | -- | --- | --------------------------------- | - | --- | --- | --- | --- |
| 1   | Noord-Ierland | 3   | 3 | 0 | 0 | 9   | 7  | 2  | +5  | Geplaatst voor het hoofdtoernooi. |   | —   | 2–0 | 2–0 | 3–2 |
| 2   | België        | 3   | 1 | 1 | 1 | 4   | 2  | 3  | −1  |                                   |   | —   | —   | 0–0 | 2–1 |
| 3   | Schotland     | 3   | 0 | 2 | 1 | 2   | 2  | 4  | −2  |                                   | — | —   | —   | 2–2 |     |
| 4   | Wit-Rusland   | 3   | 0 | 1 | 2 | 1   | 5  | 7  | −2  |                                   | — | —   | —   | —   |     |

Jeugd-EK's: onder 21 · onder 19       Jeugd-WK's: onder 20 · onder 17